# Икономика (наука)
 Тази статия е за науката.  За сферата на човешка дейност вижте Икономика.  
Икономиката е социална наука, която изучава производството, разпределението, търговията и потреблението на стоки и услуги.
Икономиката се фокусира върху поведението и взаимодействията на икономическите агенти и как функционират икономиките. Микроикономиката анализира основните елементи в икономиката, включително отделни обекти и пазари, техните взаимодействия и резултатите от взаимодействията. Индивидуалните агенти могат да включват например домакинства, фирми, купувачи и продавачи. Макроикономиката анализира икономиката като система, при която производството, потреблението, спестяванията и инвестициите взаимодействат помежду си и фактори, които я засягат: заетост на ресурсите на труда, капитала и земята, валутна инфлация, икономически растеж и публични политики, които оказват влияние върху тези елементи.
Други широки разграничения в рамките на икономиката включват тези между позитивната икономика, описваща „какво е“ и нормативната икономика, застъпваща се за „онова, което трябва да бъде“; между икономическата теория и приложната икономика; между рационалната и поведенческата икономика; и между основната икономика и неортодоксалната икономика
Икономическият анализ може да се приложи в цялото общество, в сферата на недвижимите имоти, бизнеса, финансите, здравеопазването и правителството. Икономическият анализ понякога се прилага и за такива разнообразни теми като престъпността, образованието, семейството, правото, политиката, религията, социалните институции, войната, науката и околната среда.
Икономиката се опитва да обясни как икономиките работят и как икономическите агенти си взаимодействат. Тя е наука за субектите и обектите на икономическия живот, наука за рационалното използване на оскъдните земни ресурси, наука за поведението и решенията на стопанските субекти, които лежат в основата на икономическия живот на обществото.
Според традицията на науката икономическите процеси най-често се разглеждат като протичащи в пазарна среда. Съществуват и множество алтернативни подходи, като например политикономията.

## Многостранни аспекти на икономическата наука
Дисциплината е преименувана в края на 19 век, главно благодарение на Алфред Маршал от „политическа икономия“ на „икономика“ като по-кратък термин за „икономическа наука“. По това време тя става по-отворена за строго мислене и използва по-често математиката, което спомога да се подкрепят усилията тя да бъде приета като наука и като отделна дисциплина извън политическите науки и другите социални науки .
Съществуват разнообразни съвременни определения за икономика; някои отразяват променящите се възгледи по въпроса или различни възгледи сред икономистите. Шотландският философ Адам Смит (1776) определи това, което тогава се наричаше политическа икономия, като „проучване на същността и причините за богатството на нациите“, по-специално като:

## Етимология
Терминът произлиза от древногръцки οἰκονομία (oikonomia, „управление на домакинството, администрация“) от οἶκος (oikos, „къща“) + νόμος (nomos, „обичай“ или „закон“), оттук „правила на дома, домакинството“.
Изследователите на тази наука се наричат икономисти.
България
У нас със същото значение (на потребление, разпределение, производство) се употребява и думата стопанство, например преди 1989 – „народно стопанство“, все още „селско стопанство“, „стопанска наука“), разбира се и Университет за национално и световно стопанство (УНСС) (преименуван април 1990 от ВИИ „Карл Маркс“), и прочее. Подобно на „стопанска наука“ е по-съвременното словосъчетание „икономическа наука“. В УНСС има катедра „Икономикс“ (от английски: economics – „икономическа наука“).

## Дялове в икономиката

### Микроикономика
Микроикономиката е основен дял на икономическата наука, изучаващ индивидуалните участници в пазара и структурата на самите пазари. Тя разглежда като нередуцируеми основни единици домакинствата и частните и обществени участници в пазара и анализира начините, по които те си взаимодействат чрез отделните пазари, приемайки наличието на ограниченост на търгуемите предмети и отчитайки наличието на държавна регулация. Отделните пазари могат да бъдат за стоки (като ябълки, алуминий или мобилни телефони) или за фактори на производство (услуги като зидане, печатане на книги, пакетиране на храни). Микроикономическата теория разглежда агрегатното количество, търсено от купувачите, и агрегатното количество, предлагано от купувачите, изследвайки всяка възможна единична цена и анализирайки комплексните взаимодействия между участниците в пазара. Според теорията с времето пазарите могат да достигнат равновесие между предлаганото и търсеното количество.
Микроикономиката разглежда и различни структури на пазара. Съвършената конкуренция е пазарна структура, в която никой участник не е достатъчно голям, за да има възможност да налага цена. Така при съвършено конкурентния пазар всеки участник приема цената като външна за него и не може да влияе пряко върху нея. Несъвършена конкуренция има при пазарни структури в които липсват условията за съвършена конкуренция. Сред формите на несъвършена конкуренция са монополът (наличие на само един продавач), дуополът (наличие на само двама продавачи), олигополът (наличие на ограничен брой продавачи), монополна конкуренция (наличие на няколко продавачи, всеки от които продава различен, но заменим продукт), монопсонът (наличие на само един купувач), олигопсонът (наличие на ограничен брой купувачи). За разлика от съвършената конкуренция, при несъвършената пазарната сила е неравномерно разпределена между участниците. Някои от тях имат възможност да влияят силно върху цените, изменяйки ги в своя полза.
Микроикономиката изучава отделните пазари, опростявайки икономическата система чрез приемане на тяхната независимост един от друг. Този метод на анализ се нарича анализ на частичното равновесие. Теорията за общото равновесие разглежда съвкупността от всички пазари с взаимното влияние между тях.

#### Производство, стойност и ефективност
В микроикономиката под производство се разбира преобразуването на фактори на производство в продукция. Това е икономически процес, който използва изходните фактори за създаването на стоки и услуги за търговски обмен или за пряка употреба. Производството е процес и се характеризира с количеството продукция за единица време. Продукцията може да се класифицира като потребителски (храна, подстрижки и т.н.) и инвестиционни стоки (трактори, сгради, пътища и т.н.) и като обществени (национална отбрана, ваксиниране за едра шарка и т.н.) и частни блага (телевизори, банани и т.н.).
Алтернативните разходи са мярка за икономическата стойност на производството – стойността на пропуснатата следваща най-добра алтернатива. В микроикономическите модели трябва да се избира между различни желани, но взаимно изключващи се действия, положение, описвано като проява на „базовата връзка между оскъдност и избор“. Алтернативните разходи на различните дейности са важни за осигуряването на ефективното използване на недостатъчните ресурси, тъй като те трябва да бъдат компенсирани от ползата от тях. Алтернативните разходи не се ограничават до паричните или финансови разходи, а се измерват чрез реалната стойност на пропуснатата алтернативна продукция, свободно време и всяка друга полезна алтернатива.
Изходните фактори на производство включват труда, капитала (дълготрайни продукти, използвани в производството, като машини и производствено оборудване) и земята (включително природните ресурси), както и междинни продукти (например, стоманата, използвана в производството на нов автомобил).
Икономическата ефективност описва колко добре една система генерира желания резултат при дадени фактори и технология на производство. Ефективността нараства, когато се създава повече продукция без промяна на изходните фактори.
Кривата на производствените възможности е диаграма, изобразяваща оскъдността, стойността и ефективността. В един крайно опростен модел икономиката може да се разглежда като произвеждаща само два продукта. Диаграмата вдясно показва различните комбинации на произвеждано количество от двата продукта при зададени фактори и технология на производство. Всяка точка от кривата съответства на възможна обща продукция, т.е. на максимално възможно производство на единия продукт при зададено производство на другия.
Диаграмата показва оскъдността чрез невъзможността за производство над кривата на производствените възможности (например, в точка X), както и чрез отрицателния наклон на самата крива. Ако производството на едната стока нараства по кривата, производството на другата намалява, тъй като увеличената продукция на една стока изисква пренасочване на фактори за производството към нея от производството на другата стока.
По дефиниция всяка точка от кримата на производствените възможности съответства на производствена ефективност, максимизиране на продукцията за дадените фактори на производството. Точките под кривата (например, точка A) са възможни, но съответстват на производствена неефективност (похабяване на факторите за производство), тъй като производството на единия или и на двата продукта може да се увеличи чрез изместване към кривата. В същото време точките от кривата може да не съответстват на алокативната ефективност, при която продуктите се произвеждат в предпочитаното от потребителите съотношение.
Подобряването на ефективността на икономиката е основен въпрос за приложението на икономическата наука в общественото управление. Осъзнаването на недостига на ресурси и търсенето на необходимата за тяхното най-ефективно използване обществена организация са описвани като „същността на икономическата наука“.

#### Специализация
Въз основа на теоретични и емпирични съображения специализацията се смята за ключова за икономическата ефективност. Различните хора или страни могат да имат различни реални алтернативни разходи, например заради различно съотношение на капитала и трудовите ресурси. Според теорията, това може да създаде сравнителни предимства за производството на стоки, които използват по-интензивно относително по-изобилния и съответно относително по-евтин ресурс. Дори ако даден регион има абсолютно предимство във вид на съотношение на изходни фактори към продукт за всеки вид продукт, той все пак може да се специализира в продуктите, за които има сравнително предимство, като по този начин печели от търговията с регион, който няма никакво абсолютно предимство, но има сравнително предимство в производството на нещо друго.
Наблюденията показват, че голям търговски обмен има и между региони с достъп до сходна технология и със сходни изходни фактори, например между високоразвитите страни. Въз основа на това изследванията на икономиите от мащаб и агломериране се стремят да обяснят специализацията в подобни, но различни продуктови линии, с общата полза за съответните търгуващи страни или региони.
Общата теория на специализацията се прилага към търгувията между отделни хора, ферми, заводи, доставчици на услуги и цели икономики. Между всички тези производствени системи може да има съответно разделение на труда, като отделните работни групи се специализират в различно капиталово обезпечение и различно използване на земята.
Пример, съчетаващ изброените елементи, е страна, която се специализира в производството на високотехнологични продукти и търгува с други страни, в които трудът е относително евтин и изобилен, поради което трудоемките производства имат ниски алтернативни разходи. По този начин по-голямата обща продукция и полезност, в сравнения с положение, при което двете страни сами произвеждат всички необходими стоки, се дължи на специализацията в производството.
Теорията и наблюденията показват условията, при които пазарните цени на продукцията и изходните ресурси водят до разпределение на изходните ресурси по сравнително предимство, така че относително евтини ресурси отиват за производството на относително евтини продукти. При този процес агрегатната продукция може да се увеличи умишлено или не.
Специализацията на производството създава възможности за ползи от търговията, при което притежателите на ресурси печелят от замяната на един тип продукт с друг, по-високо оценяван от тях.

#### Фирми
Обикновено хората не участват пряко в пазарите. От страната на предлагането те най-често работят и произвеждат чрез специализирани организации, наричани фирми. Видове фирми могат да бъдат компаниите, корпорациите, бизнес партньорствата и тръстовете. Фирмите съчетават капитал и трудови ресурси и могат да реализират значително по-големи икономии от мащаба, отколкото отделните хора.
В идеалноконкурентните пазари, изследвани от теорията на предлагането и търсенето, участват множество производители, като никой от тях не може да влияе чувствително на цените. Изхождайки от този частен случай индустриалната организация разглежда стратегическото поведение на фирмите, които имат значителен контрол над цените. Тя анализира структурата на такива пазари, като монополната конкуренция, олигопола и монопола, и взаимодействието между тях.

### Обществен сектор
Публичните финанси са подобласт на икономическата наука, която изучава бюджетните приходи и разходи на организация от публичния сектор, най-често държавата. Тя се занимава с въпроси като кой действително плаща определен данък, с анализ на ползите и разходите от държавни програми, с въздействието върху икономическата ефективност и разпределението на доходите на ризлични видове разходи и данъци. Предмет на изследване на публичните финанси е и фискалната политика, при което с методите на теорията на обществения избор моделира поведението на публичния сектор като взаимодействие между гласоподаватели, политици и бюрократи.
Докато по-голямата част от икономическата наука е позитивна, т.е. стреми се да описва и предвижда икономическите явления, нормативната икономика си поставя за цел какво трябва да бъде стопанството. Икономиката на благосъстоянието е нормативен клон на икономическата наука, който използва методите на микроикономиката, за да определи едновременно алокативната ефективност и свързаното с нея разпределение на доходите. Тя се опитва да измери общественото благосъстояние, наблюдавайки икономическата дейност на съставящите обществото индивиди.

### Макроикономика
Макроикономиката изследва икономиката като цяло, за да обясни широките съвкупности и техните взаимодействия „отгоре надолу“, т.е. използвайки опростена форма на Теория за общото равновесие. Към него се прибавят националния доход и продукция (NI), равнището на безработица и инфлацията на цените и елементи като общото потребление и инвестиционните разходи и техните компоненти. Макроикономиката също така изучава ефектите на паричната политика и фискалната политика.
От поне 60-те години на миналия век макроикономиката се характеризира с по-нататъшна интеграция по отношение на микро-базираното моделиране на сектори, включително рационалност на играчите, ефикасно използване на пазарната информация и несъвършена конкуренция. Това адресира дългогодишна загриженост относно непоследователното развитие на макроикономиката .
Макроикономическият анализ отчита и факторите, влияещи върху дългосрочното ниво и растежа на националния доход. Такива фактори включват натрупване на капитал, технологични промени и растеж на работната сила.

#### Растеж
Икономиката на растежа изучава фактори, които обясняват икономическия растеж – увеличаването на продукцията на глава от населението на дадена държава за дълъг период от време. Същите фактори се използват, за да се обяснят разликите в нивото на продукция на глава от населението между страните, по-специално защо някои страни растат по-бързо от други и дали страните се събират при еднакви темпове на растеж.
Много от изучаваните фактори включват скоростта на инвестициите, нарастването на населението и технологичните промени. Те са представени в теоретични и емпирични форми (както в неокласическия и ендогенен модел на растеж) и в отчитането на растежа.

#### Бизнес цикъл
Икономиката на депресията беше стимул за създаването на „макроикономика“ като отделна дисциплина. По време на Голямата депресия от 30-те години Джон Мейнард Кейнс е автор на книга, озаглавена „Обща теория на заетостта, лихвата и парите“, очертаваща основните теории на кейнсианската икономика. Кейнс твърди, че съвкупното търсене на стоки може да е недостатъчно по време на икономически спад, което води до ненужно висока безработица и загуби на потенциална продукция.
Поради това той се застъпва за активни политически отговори от публичния сектор, включително действия на паричната политика на централната банка и действия на фискалната политика от правителството за стабилизиране на производството през бизнес цикъла. По този начин централното заключение на кейнсианската икономика е, че в някои ситуации нито един силен автоматичен механизъм не премества производството и заетостта към нива на пълна заетост. Моделът на Джон Хикс IS/LM е най-влиятелната интерпретация на Общата теория.
През годините разбирането за бизнес цикъла се разклонява в различни изследователски програми, свързани предимно с кейнсианството или различни от него такива. Неокласическият синтез се отнася до съвместяването на кейнсианската икономика с неокласическата икономика, заявявайки, че кейнсианството е правилно в краткосрочен план, но е квалифицирано от съображения, подобни на неокласицизма в междинен и дългосрочен план.
Новата класическа макроикономика, различна от кейнсианския възглед за бизнес цикъла, предлага изчистване на пазара с несъвършена информация. Тя включва хипотезата на Фридман за постоянния доход за потреблението и теорията за "рационалните очаквания", водена от Робърт Лукас, и теорията за реалния бизнес цикъл.

## История на икономическата мисъл
Първите икономики датират от по-ранните месопотамски, гръцки, римски, индийски субконтинент, китайска, персийска и арабска цивилизации. Първите икономически правила се срещат в писанията на беотианския поет Хезиод и няколко икономически историци описват самия Хезиод като „първия икономист“. Други забележителни писатели от Античността до Ренесанса включват Аристотел, Ксенофонт, Чанакя (известен също като Каутиля), Цин Шъхуан, Тома Аквински и Ибн Халдун. Йозеф Шумпетер описа Аквински като „приближаващ се от всяка друга група до„ основателите на научната икономика“ по отношение на паричната, лихвената и ценностната теория в рамките на природно-правна перспектива".
Появили се две групи икономисти, които по-късно били наречени „меркантилисти“ и „физиократи“, оказали по-пряко влияние върху последващото развитие на икономиката. И двете групи били свързани с възхода на икономическия национализъм и модерния капитализъм в Европа. Меркантилизмът била икономическа доктрина процъфтявала в много цветната памфлетна литература от 16 до 18 век, описваща безпристрастно търговец и държавник. Според нея, богатството на една нация зависи от натрупването на злато и сребро. Нациите, които нямат достъп до мини, могли да получат злато и сребро от търговия само чрез продажба на стоки в чужбина и ограничаване на вноса, различен от злато и сребро. Меркантилизма насърчавал вноса на евтини суровини, които да се използват за производство на стоки, които можели да бъдат изнесяни, заедно с държавна регулация, която да налага защитни мита върху чуждестранните произведени стоки и да забранява производството в имперските колонии.
Физиократите, група френски мислители и писатели от 18 век, развиват идеята за икономиката като кръгов поток на доходите и продукцията. Физиократите вярвали, че единствено селскостопанското производство генерира явен излишък над разходите, така че земеделието е в основата на цялото богатство. По този начин те се противопоставят на меркантилистката политика за насърчаване на производството и търговията за сметка на селското стопанство, включително относно вносните мита. Физиократите се застъпили за замяната на административно скъпите данъчни събирания с един данък върху доходите на собствениците на земя. Като реакция срещу обилните търговски разпоредби на меркантилистите, физиократите се застъпили за политика на laissez-faire, която призовава за минимална държавна намеса в икономиката.
Адам Смит (1723 – 1790) е ранен икономически теоретик. Смит остро критикувал меркантилистите и описва физиократичната система „с всичките ѝ несъвършенства“ като „може би най-чистото приближаване към истината, която все още се публикува“ по този въпрос.

### Класическа икономика
През 1776 година (това се смята и за „рождена дата на икономическата наука“) Адам Смит написва съчинението си Богатството на народите. Оттогава научната общност признава новата наука политическа икономия или още известна на български като политикономия. В съчинението си той представя как в условията на оскъдни ресурси да задоволим непрекъснато нарастващите ни потребности. Тази зависимост между потребности и ресурси се описва като основен икономически проблем. Политикономията е предшественик на днешната икономика. Терминът икономика става известен около 1870, като замества по-популярния тогава политикономия. Разлика може да се търси в това, че политикономията се занимава основно с надпреварата между националните стопанства, докато икономиката си позволява да покрие по-широк спектър от теми. Представители на класическата икономика са Адам Смит и Давид Рикардо.

### Марксизъм
Марксистката икономика бива извлечена от работите на Карл Маркс, чийто първи основен труд – Капиталът, е публикуван през 1867 в Германия. В него Маркс се фокусира върху теория на стойностите според труда и това, което той нарича експлоатация на труда от капитала. Социалистическата икономика е базирана на много от теориите на Карл Маркс.

### Неокласическа икономика
Също известна като маргинализъм. Терминът икономика е въведен от Алфред Маршал като сбит синоним на „икономическа наука“ и като заместващ по-широкия термин политическа икономия.

### Кейнсианска икономика
Кейнсианската икономика произлиза от Джон Мейнард Кейнс и в частност неговата книга „Обща теория на заетостта, лихвите и парите“ (1936), която въвежда съвременната макроикономика като отделно поле. В нея той защитава идеята, че икономическите кризи са нещо вредно и трябва да се търсят средства последствията от тях да бъдат неутрализирани. Като такова средство Кейнс вижда правителствените разходи, които се извършват за сметка на данъци или външен дълг.
- Посткейнсианство е икономическа школа, чиито представители единодушно твърдят, че неокейнсианството и новото кейнсианство в сериозна степен представят грешно идеите на Кейнс. По други въпроси обаче техните становища търпят известни промени спрямо оригиналните идеи на Кейнс. Тази школа се заражда след 1975 г. – когато Айхнер и Крегел въвеждат названието, и по-отчетливо след 1978 г., когато започва да се издава „Журнал за посткейнсианска икономика“ (Journal of Post Keynesian Economics).
- Неокейнсианство e ортодоксална икономическа школа през 50-те и 60-те години на XX в. Група икономисти, сред които Франко Модилиани, Пол Самюелсън и Джон Хикс, правят опит да разтълкуват и формализират трудовете на Кейнс, и да ги съчетаят с неокласическия модел на икономика. Това съчетание става известно като неокласически синтез. Той стои в основата на мейнстрийма на икономическата наука между 1950-те и 1970-те, след което идва възходът на монетаризма.
- Новото кейнсианство, което е различно от неокейнсианството, е в известна степен като реакция на новата класическа макроикономика. В основата на тази школа стоят две основни допускания. Както и новият класически подход, така и новият кейнсиански макроиномически анализ приемат, че домакинствата и фирмите имат рационални очаквания. Двете школи обаче се различават по това, че новата кейнсианска приема съществуването на редица пазарни провали. По-точно, за тях съществува несъвършена конкуренция при определянето цените и работните заплати, за да обяснят защо те остава твърди, което означава, че не приспособяват към икономическите изменения. Оттук следва, че е възможно и икономиката да не работи при пълна заетост. Ето защо и те допускат намеса от страна на ЦБ и правителството. Така те се противопоставят на laissez-faire икономиката. Представители са Джордж Акерлоф, Бен Бернанке, Оливие Бланшар, Пол Кругман, Кенет Рогоф, Нуриел Рубини, Робърт Шилер, Джоузеф Стиглиц и др.

### Чикагска школа
Чикагската школа по икономика е най-известна със застъпничеството си за свободния пазар и монетаристките идеи. Според Милтън Фридман и монетаристите, пазарните икономики по своята същност са стабилни, ако паричното предлагане не се разширява значително или се свива. Бен Бернанке, бивш председател на Федералния резерв, днес е сред икономистите, които обикновено приемат анализа на Фридман за причините за Голямата депресия.
Милтън Фридман ефективно възприе много от основните принципи, изложени от Адам Смит и класическите икономисти, и ги модернизира. Един пример за това е неговата статия в изданието на The New York Times Magazine от 13 септември 1970 г., в която той твърди, че социалната отговорност на бизнеса трябва да бъде „да използва ресурсите си и да се ангажира с дейности, предназначени да увеличат печалбите му ... (чрез) открита и свободна конкуренция без измама или лъжа".

### Други видове икономически школи и подходи
Други известни школи или тенденции на мислене, отнасящи се до определен стил на икономика, практикуван и разпространяван от добре дефинирани групи академици, станали известни по целия свят, включват Австрийската школа, Фрайбургската школа, Лозанска школа, посткейнсианска икономика и Стокхолмска школа. Съвременната мейнстрийм икономика разделя спрямо подхода на "солено-водните", които са тези университети по източните и западните брегове на САЩ и на "сладководни", които са към Чикагската школа.
В рамките на макроикономиката се появяват различни
видове икономики в общ ред на историческия им вид в литературата: класическа икономика, неокласическа икономика, кейнсианска икономика, неокласически синтез, монетаризъм, нова класическа икономика, нова кейнсианска икономика и новия неокласически синтез. Алтернативните разработки включват екологична икономика, конституционална икономика, институционална икономика, еволюционна икономика, теория на зависимостите, структуралистка икономика, Теория на световните системи, еконофизика, феминистка икономика и биофизична икономика.

## Икономически инструментариум
За изграждането на икономическата теория основни средства са икономическата логика и научната абстракция. Методът на научната абстракция акцентира върху общото и определящото в наблюдаваното явление или процес, докато единичното, случайното и конкретното целенасочено се пренебрегват. Целта е на преден план да се изведе тенденциозното, за което може да се счита, че е с определена степен на общовалидност.
Икономическата логика се основава на изграждането на аксиоматични твърдения, които са твърде очевидни. Такива, например, са за оскъдността на благата и неограничеността на потребностите. Първото твърдение е очевидно поради планетарната ограниченост и невъзможността да се извличат ресурси извън рамките на Земята. Второто твърдение произтича от човешката природа. Определено приложение намират индукцията, дедукцията и икономическият експеримент.
В икономическата теория често се среща изразът ceteris paribus или при равни други условия. Той означава, че се прави допускането, че се изменят само изследваните променливи, а останалите остават непроменени. Целта е изследователят да се съсредоточи върху особеното при действието на даден фактор и да разкрие влиянието му при полифакторно определени икономически явления.
Съвсем не без значение са математическите средства за анализ и описване на явления от икономическия живот. Особено успешно се прилагат математическият анализ (диференциално и интегрално смятане), иконометрията, линейната алгебра, аналитичната геометрия, диференциалната геометрия, теорията на игрите, статистиката и теорията на вероятностите.